# 鄭熙彩
鄭 熙彩（チョン・ヒチェ、朝鮮語: 정희채、1927年9月1日 - 2020年1月24日）は、大韓民国の政治学者、政治家。第10・11代韓国国会議員。本貫は慶州鄭氏。号は雪峰（ソルボン、설봉）、字は艸堂（チョダン、초단）。仏教徒。

## 経歴
日本統治時代の慶尚南道咸安郡出身。ソウル大学校法科大学法律学科を経て、ペンシルベニア大学政治学修士課程・博士課程修了。同校で政治学の教授を務めた。その後帰国し釜山大学校教授、1973年2月1日より同校初代行政大学院長就任。高等考試司法科試験委員、1983年7月20日から1985年4月9日まで第31代文教部（現・教育部）次官を歴任した。1985年4月14日から1987年2月28日まで第6代ソウル市立大学校学長、1987年3月1日から1991年2月28日まで初代同校総長、その他にユネスコ韓国委員会事務総長、仁済大学校碩座教授などを歴任した。韓国書芸協会ソウル支部招待作家、全国書画芸術人協会招待作家。2020年に93歳で死去した。